# Mogul (sport)

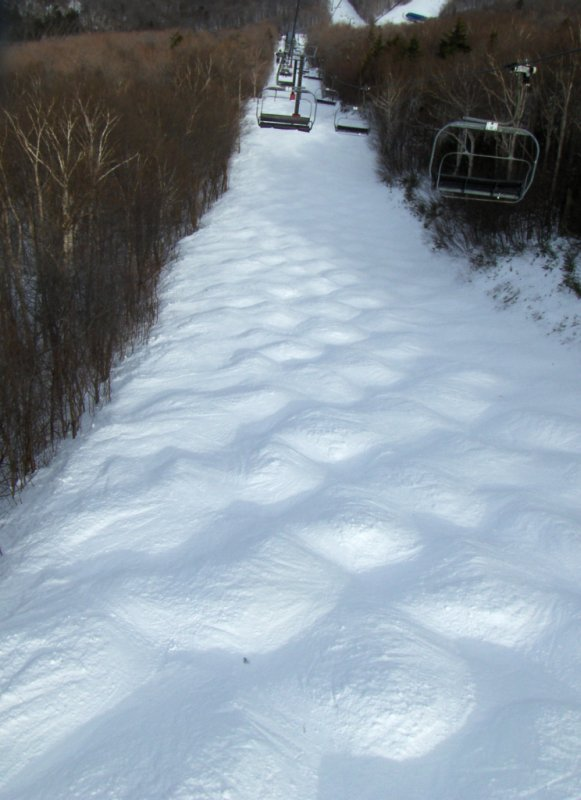
Moguls

Mogulskiën is een discipline in het freestyleskiën. Een korte afdaling over sneeuwhobbels van 80 cm tot 1,20 meter hoogte en twee minischansjes. De mogulskiër moet in een zo recht mogelijke lijn naar beneden komen. Van de schansjes moeten sprongen worden gemaakt, zoals een pirouette, een sprong met gekruiste ski’s en zijwaartse draaiingen. De sport vereist een speciale absorptietechniek om de klappen van de hobbels te kunnen opvangen. 
Moguls als onderdeel van het freestyleskiën is een olympische sport sinds de Olympische Spelen van Albertville in 1992.